# Skynd dig hjem
Skynd dig hjem er en dokumentarfilm fra 2009 instrueret af Laurits Munch-Petersen efter eget manuskript.

## Handling
Gitte og Susie sender deres mænd i krig. Kun den ene vender levende hjem. Vi følger kvinderne i glæder og sorger og får på tætteste hold at føle, at krigen og kampen ikke kun bliver udkæmpet af mænd under fjerne himmelstrøg, men i lige så høj grad af kvinderne hjemme i Danmark.